# Хенд Хира
Хенд Хира (араб. هند خيرة‎; род. 1981, Каир, Египет) — египетская уличная художница, чьи работы представляют собой смешение трафаретов и лозунгов. Она является одним из лидеров бума уличного искусства в Египте, возникшего с началом Арабской весны в 2011 году. Хира была активным участником кампании по борьбе с сексуальными домогательствами в Египте в ответ на распространение массового сексуального насилия в стране.

## Биография
Хенд Хира впервые стала широко известной в качестве художника после Египетской революции 2011 года. Во время учёбы в университете она работала дизайнером. Ныне Хенд Хира трудится на должности инженера-строителя, но продолжает создавать граффити.
Хенд Хира наносила на стены трафаретные граффити в окрестностях площади Тахрир во время сидячих забастовок в 2011 году. Она также начала серию граффити против сексуальных домогательств в Каире, которые наглядно демонстрировали проблемы, с которыми ныне сталкиваются женщины в египетском обществе.

## Творчество
Произведения Хенд Хиры можно увидеть на стенах Могаммы, административного здания на площади Тахрир, и на множестве улиц Каира. Её работы изображают её личную борьбу в качестве женщину и выходят за границы того, что считается социально приемлемым в египетском обществе. Она создала большинство своих знаменитых граффити во время Египетской революции, начавшейся в Каире в январе 2011 года. Примерно в это же время произошёл бум уличного искусства за счёт художников, таких как Хира, выражавших свою гражданскую позицию через своё искусство. Появление Хенд Хиры в журнале «Rolling Stone» помогло её работам получить признание, поскольку стала первой женщиной-художником граффити, показанной в этом издании. В интервью в «Rolling Stone» Хенд Хира утверждала, что стена является более мощным средством выражения, чем, например, медиаканал, так как её нельзя проигнорировать.
С помощью своего творчества Хенд Хира участвовала в кампаниях по борьбе с сексуальными домогательствами, и одна из её самых известных работ основана на суде над Самирой Ибрагим, которая обратилась в суд в августе из-за проверок на девственность военным врачом после того, как она и ещё несколько других женщин были задержаны во время протестной акции на площади Тахрир. Граффити Хиры представляет собой провокационный трафаретный контур женщины, перечёркнутый красным цветом, с подписью на арабском языке «Не трогайте. Кастрация ждёт.» Другой одной из её самых известных работ является изображение Иисуса, стоящего спиной к танку, стремящемуся его переехать, и держащего пустой знак протеста. Она была показана на выставке «Это не граффити» (англ. This is not Graffiti ) в Галерее Таунхаус.
Хенд Хира черпает вдохновение для своих работ из книг и фильмов, а не от других художников. Она использовала ряд персонажей и личностей из мира литературы и кино в своей работе, включая Хинд Ростом, знаменитую египетскую актрису, прозванную «Мэрилин Монро Египта», и Ахмеда Заки, египетского актёра, снявшегося в классическом фильме 1980-х годов «Побег».
В интервью «Rolling Stone» Хенд Хира заявила, что её уличное искусство никогда не вызывало у неё проблем с властями. Однако некоторые из её работ были скрыты или удалены властями, а она подвергалась критики со стороны некоторых представителей общественности, которые считают её работы слишком оскорбительными. Многие художники со всего мира считают её источником вдохновения для своего творчества.